# 鼈甲漬け
鼈甲漬け（べっこうづけ）は、沢庵漬けのみりん漬けである。

## 概要
沢庵漬けが透明な飴色になるので、その名がある。
沢庵漬けをよく洗い、薄く切り、うすい塩水にいれて塩出しをして、固く絞ってざるにあげ、半日ほど干して水分を取り、甕に入れる。
みりんを煮沸し、その3分の1ほどの醤油を加えて、ふたたび煮沸し、十分にさましたものを甕の沢庵漬けに注ぎ入れ、密閉し、冷所に1週間ほど置けば漬けあがる。
塩の強い沢庵漬けを6月初めころに漬け込んだものは、初夏ホトトギスの鳴くころに食べるから、「ほととぎす漬け」の名がある。